# Fructuoso Rivera
José Fructuoso Rivera y Toscana (Durazno, llavors Banda Oriental, avui Uruguai, 17 d'octubre de 1784 - Melo, 13 de gener de 1854), va ser un militar i polític uruguaià, primer President constitucional, després de diverses participacions en les lluites independentistes. Va ser el fundador del tradicional Partit Colorado.

## Època del General Artigas
Veterà militar de les gestes del General José Gervasio Artigas, després de la derrota d'aquest i els orientals a Tacuarembó, infligida per les tropes del Regne Unit de Portugal, el Brasil i l'Algarve, Rivera va passar a ser oficial de les tropes invasores, primer com a oficial al servei de Portugal i després del Brasil.

## L'abraçada del rierol Monzón
El 1825 es produeix la gesta dels Trenta-Tres Orientals, començo de la Croada Llibertadora (Cruzada Libertadora) sota el comandament de Juan Antonio Lavalleja i Manuel Oribe, qui desembarquen a la platja de l'Agraciada el 19 d'abril d'aquell any. Després de les primeres victòries dels llibertadors sobre els invasors, Rivera va tornar amb els seus antics camarades, Lavalleja i Oribe, fet que es coneix com «L'abraçada del rierol Monzón» (en castellà, El abrazo del Monzón), sent així un dels tres comandants principals.
Gran estrateg militar, va ser un dels diversos artífexs de la independència de l'Uruguai, reconquerint pel seu compte, al costat d'Estanislao López, les Missions Orientals (actualment regió occidental de Rio Grande do Sul). Pel Tractat Preliminar de Pau (1828) que declarava independent al territori uruguaià respecte a l'Imperi del Brasil i tot poder estranger, Rivera va haver d'abandonar les Missions Orientals, establint-se amb diversos refugiats en la població que actualment es anomena Bella Unión.

## Primera presidència
La història uruguaiana, en general, sosté que l'heroi màxim de la guerra contra els brasilers va ser Juan Antonio Lavalleja, cap dels Trenta-Tres Orientals, fet que, després del Tractat Preliminar de Pau, va motivar que el govern del nou Estat recaigués en algú més acceptable per a l'Imperi del Brasil, Rivera.
Va governar constitucionalment com a President de la República entre el 6 de novembre de 1830 i el 24 d'octubre de 1834. Durant aquest primer període de govern va enfrontar els greus problemes d'un Estat naixent amb instruments inadequats per resoldre'ls. D'altra banda, Lavalleja va intentar recuperar el comandament que se li havia atorgat el 14 de juny de 1825 al Congrés de la Florida però, amb el suport brasiler, Rivera va poder derrotar-lo.
El primer problema a què es va haver d'enfrontar és que l'Estat mancava d'eficàcia a nivell de l'Administració Pública; hi havia organismes per crear funcions per atribuir responsabilitats per delegar, afegit a la falta de persones capacitades per desenvolupar tasques de govern. En segon lloc, el nou Estat havia de fer atenció preferentment a les seves relacions internacionals. Era necessari perfeccionar la independència amb un tractat que reemplacés la Convenció Preliminar de Pau i era primordial la fixació amb precisió dels límits perillosament indefinits amb Brasil. En tercer lloc, l'Estat ja naixia amb deutes.
El cabdill no era home d'Estat, ni entenia de problemes d'administració. La seva força arrelava en la vinculació personal amb la gent de camp, per la qual cosa va abandonar el poder formal de l'Estat a les mans dels "doctors". Al seu torn, aquests van intentar establir una organització estatal per mitjà de recursos formals (lleis i decrets), però el país real escapava a la seva voluntat perquè mancava de força política per imposar-la. El resultat va ser desordre i lentitud en l'organització administrativa del país naixent.

## La matança del Salsipuedes
Rivera va delegar el poder després d'assumir la Presidència i va abandonar Montevideo, a fi de perseguir bandolers i charrúas, ètnia que havia vingut sent gradualment delmada. Aquests fets van culminar en la matança a vores del rierol Salsipuedes perpetrada per Fructuoso Rivera i el seu nebot Bernabé Rivera, l'any 1831. D'aquesta matança van escapar molt pocs individus i se'ls va tenir per exterminats a partir de la tramesa a París, a efectes de ser estudiats, dels últims charrúas, petit grup format per una dona i tres homes. Aquesta és la raó per la qual es diu que l'Uruguai és l'únic país americà que no té població indígena nativa.

## Segona presidència
Durant el seu segon període de govern (1838-1842), com a conseqüència dels constants enfrontaments entre els seus seguidors i els d'Oribe va esclatar la Guerra Gran, anomenada d'aquesta manera a causa de les aliances internacionals d'ambdues faccions, entre les quals destaquen els Federals de Juan Manuel de Rosas i Justo José de Urquiza per una part, aliats a Oribe, i els brasilers i Unitaris de l'Argentina per l'altra, aliats a Rivera.
Al començament de la Guerra Gran té lloc la batalla de Carpintería, on per primera vegada s'utilitzen les divises blanques per a Oribe i roges per a Rivera, donant lloc a la fundació del "Partit Blanco" (rebatejat com Partit Nacional el 1872) i el Partit Colorado, dels quals aquests dos personatges són considerats fundadors. Aquests són els anomenats partits tradicionals a l'Uruguai, i continuen existint actualment.
Rivera es va comprometre en la llarga guerra civil argentina iniciada el 1839, recolzant tots els enemics de Rosas. A final de 1842 va quedar al comandament del que quedava de la resistència contra aquest, però va ser derrotat per Oribe a la batalla de Río Grande, a la província d'Entre Ríos, iniciant-se així la Guerra Gran.
Després de 1843, l'escenari és Montevideo al conegut Sitio de Montevideo, on Rivera exerceix el lideratge del Govern de la Defensa.
Encara que la Guerra Gran acaba el 1852, el llegat guerrer d'Oribe i Rivera perdura a l'Uruguai fins i tot 1904, any on ocorre la Guerra del 4, últim gran enfrontament entre el Partit Nacional i el Partit Colorado.

## Homenatge
Actualment hi ha un departament al nord-est de l'Uruguai, a la frontera amb el Brasil, que porta el seu nom. També existeixen nombroses avingudes, carrers i places per tot el país que reben el nom de Rivera en la seva memòria.